# 엄보
엄보(嚴普, ? ~ 기원전 14년)는 전한 말기의 관료이다.

## 행적
영시 3년(기원전 14년), 위씨(尉氏) 땅의 남자 번병이 반란을 일으켰다. 진류태수 엄보는 반란군에게 피살되었다.

## 출전
- 반고, 《한서》
  - 권10 성제기
  - 권26 천문지
  - 권27상 오행지 上